# Natsituuq Islands
Natsituuq Islands är öar i Kanada.   De ligger i territoriet Nunavut, i den östra delen av landet, 1 700 km nordost om huvudstaden Ottawa. Arean är 7,8 kvadratkilometer.
Terrängen på Natsituuq Islands är platt. Öns högsta punkt är 69 meter över havet. Den sträcker sig 3,4 kilometer i nord-sydlig riktning, och 4,5 kilometer i öst-västlig riktning.
Trakten runt Natsituuq Islands är nära nog obefolkad, med mindre än två invånare per kvadratkilometer.